# Пагель, Юлий
Юлий Леопольд Па́гель (нем. Julius Leopold Pagel; 29 мая 1851, Польнов — 30 января 1912, Берлин) — немецкий медик и историк медицины.

## Биография
Юлий Пагель изучал медицину в Берлинском университете. Защитив докторскую диссертацию, работал в Берлине врачом. В 1891 году получил право преподавания истории медицины. В 1898 году был приглашён титулярным профессором в Берлинский университет. С 1901 года являлся экстраординарным профессором. Занимался изданием биографических лексиконов о выдающихся врачах XIX века.
Сын Юлия Пагеля Вальтер также стал врачом и историком медицины.

## Труды
- Die Areolae des Johannes de Sancto Amando. Ein Beitrag zur Literaturgeschichte der Arzneimittellehre im Mittelalter. Reimer, Berlin 1893.
- Neue litterarische Beiträge zur mittelalterlichen Medicin. Reimer, Berlin 1896.
- Die Entwickelung der Medicin in Berlin von den ältesten Zeiten bis auf die Gegenwart: eine historische Skizze; Festgabe für die Mitglieder und Theilnehmer des 15. Congresses für Innere Medizin. Bergmann, Wiesbaden 1897.
- Geschichte der Medizin. Karger, Berlin 1898.
- Pagel. In: Biographisches Lexikon hervorragender Ärzte des neunzehnten Jahrhunderts. Urban & Schwarzenberg, Berlin/ Wien 1901.
- Handbuch der Geschichte der Medizin. Fischer, Jena 1902—1905.
- Zeittafeln zur Geschichte der Medizin. Hirschwald, Berlin 1908.